# Euchloe naina
Euchloe naina é uma espécie de borboleta que habita no norte da América do Norte e na Sibéria e foi encontrada, principalmente, no interior do Alasca. Foi também registada em Kodiak por Keith Bruce e verificada por Kenelm Philips em 2012.
A envergadura é de 30 a 36 mm.
A temporada de voo desta borboleta na América do Norte é a partir de 7 de junho e termina a 28.

## Sub-espécies
Listadas por ordem alfabética:
- E. n. jakutia de Volta, 1990
- E. n. naina Kozhantshikov, 1923
- E. n. occidentalis Verity, 1908